# Weidnerius
Weidnerius is een geslacht van rechtvleugeligen uit de familie sabelsprinkhanen (Tettigoniidae). De wetenschappelijke naam van dit geslacht is voor het eerst geldig gepubliceerd in 1998 door Schmidt.

## Soorten
Het geslacht Weidnerius omvat de volgende soorten:
- Weidnerius benderi Schmidt, 1998
- Weidnerius longespinosus Chopard & Baccetti, 1968